# Museo Diocesano de Amalfi

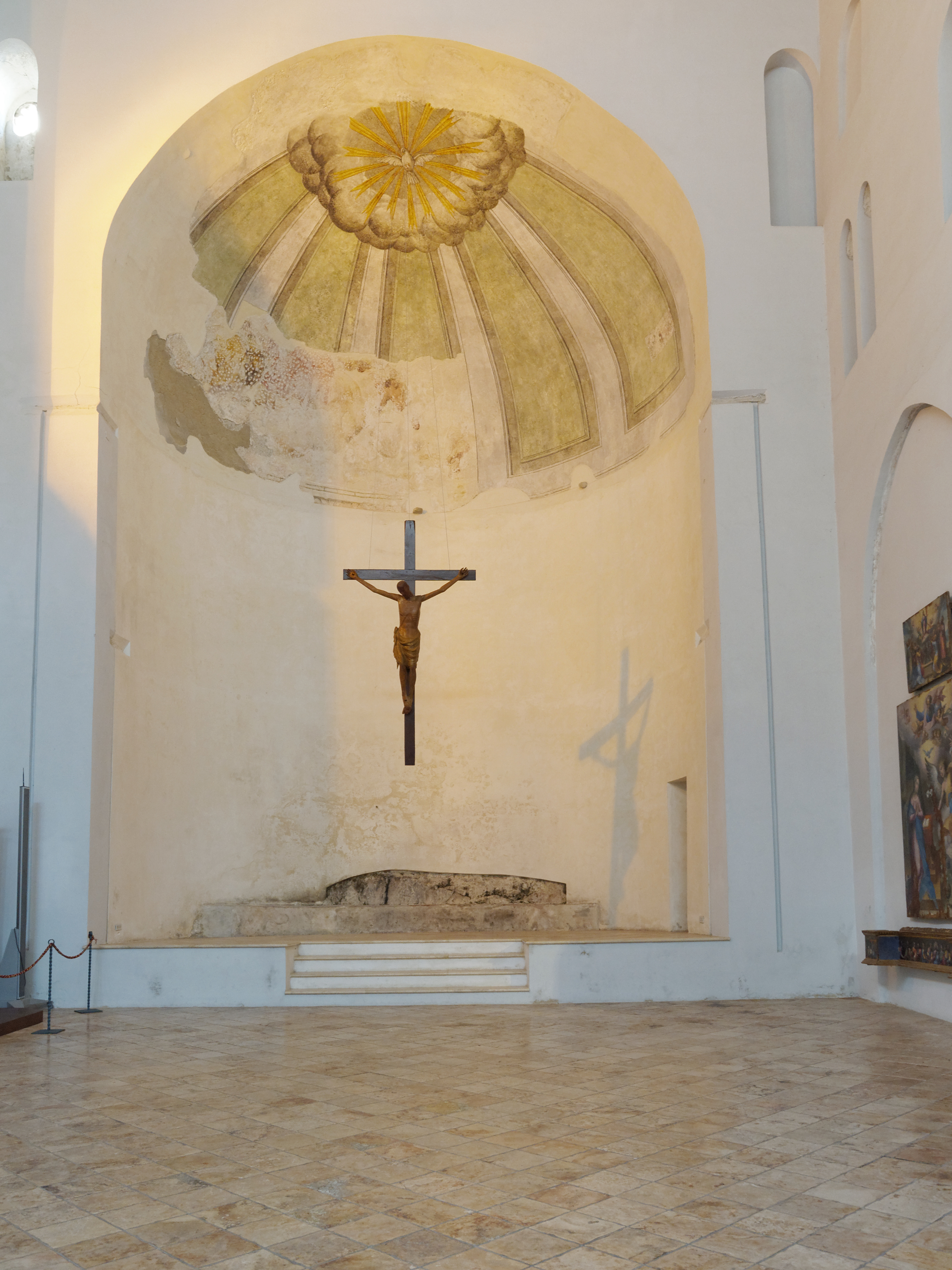
Crucifijo en el ábside de la Basílica de Alsten en el Museo Diocesano del Duomo de Amalfi Museo Diocesano di Amalfi, Campania, Italia.

El Museo Diocesano de Amalfi es un museo de arte con sede en la Basílica del Crucifijo (Basilica del Crocifisso di Amalfi) de Amalfi (Italia) del (siglo IX). El Museo está junto a la Catedral de Amalfi. 
Inaugurado en 1995, conserva las obras de arte de la Basílica y de la Catedral.

## Historia
Sede del Museo es la Basílica del Crucifijo de Amalfi, que fue la primera Catedral de la ciutad, cuyo núcleo original data de 596. Cuando en 1100 se construyó la nueva Catedral, la Basílica y la Catedral se fusionaron formando una única iglesia de estilo románico. En la época barroca, las dos iglesias se separaron de nuevo. 
La última restauración, de 1994, muestra la Basílica con su estructura original de origen medieval. Desde 1995 la Basílica es la sede del Museo Diocesano.

## Organización
El itinerario del museo se desarrolla en cuatro secciones:
- El Claustro (Construido entre 1266 y 1268);
- Las pinturas murales (Pinturas y murales que datan del siglo XIII y del siglo XIV);
- El Tesoro de la Catedral (Objetos y ornamentos litúrgicos preciosos pertenecientes a la Catedral);
- Las pinturas y las esculturas (Pinturas y esculturas de la Basílica y de la Catedral).